# Рошіорі (Муреш)
Рошіорі (рум. Roșiori) — село у повіті Муреш в Румунії. Адміністративно підпорядковане місту Лудуш.
Село розташоване на відстані 278 км на північний захід від Бухареста, 35 км на захід від Тиргу-Муреша, 47 км на південний схід від Клуж-Напоки.

## Населення
За даними перепису населення 2002 року у селі проживали 795 осіб.
Національний склад населення села:
| Національність | Кількість осіб | Відсоток |
| -------------- | -------------- | -------- |
| угорці         | 688            | 86,5%    |
| румуни         | 107            | 13,5%    |

Рідною мовою назвали:
| Мова      | Кількість осіб | Відсоток |
| --------- | -------------- | -------- |
| угорська  | 688            | 86,5%    |
| румунська | 106            | 13,3%    |